# 鹤园 (苏州)
鹤园，位于江苏省苏州市姑苏区韩家巷，建于清代，为苏州市文物保护单位。
鹤园始建于清光绪三十三年（1907年），由江苏道员洪尔振所建，园名取自俞樾“携鹤草堂”。但最初未完工，后转手于同治十三年进士庞庆麟，鹤园直到民国十一年（1922年）建成，时主为庞庆麟子庞国钧。抗战期间，庞将鹤园卖给苏纶纱厂老板严庆祥。中华人民共和国成立后，严庆祥将鹤园捐赠予国家。文革期间鹤园曾被占为工厂等用，1978年交由苏州市政协。1980年修缮。
鹤园总占地3100平方米，东路为住宅，前后五进，西部为花园。最南侧为门厅，是园林入口。园中有鹤形水池一个，周围假山怪石环绕。南侧为四面厅，悬沙曼翁题“枕流漱石”，北侧为桂花厅，有匾额“携鹤草堂”，池东西两侧另有一亭一厅。园四周建有曲折长廊相围，园西南角布有绿植花台及小亭一座。整体平坦开朗。
庞氏持园时，与词人朱祖谋交厚，朱常来访鹤园，多有同游文人名士，鹤园一时成为苏州城中有名的风雅之地。戏曲家吴梅、张紫东，收藏家叶恭绰，画家张善孖、张大千等均曾在此聚会。1932年梅兰芳夫妇也曾访园。